# Sauerlach
Sauerlach er en kommune i Landkreis München (Oberbayern), i den tyske delstat Bayern.

## Geografi
Sauerlach ligger på sletten Münchner Schotterebene ved sydgrænsen af Landkreis München. Mod syd grænser den til Otterfing i Landkreis Miesbach og andre nabokommuner er Brunnthal, Oberhaching (begge i Landkreis München) og Egling i Landkreis Bad Tölz-Wolfratshausen.

### Inddeling
Ud over Sauerlach ligger i kommunen landsbyerne
| - Altkirchen - Arget - Am Brand - Grafing - Großeichenhausen - Gumpertsham | - Gumpertshausen - Kleineichenhausen - Lanzenhaar - Lochhofen - Walchstatt |

Sauerlach er den arealmæssigt største i Landkreis München.